# Таррагонська архідіоцезія
Тарраго́нська архідіоце́зія (лат. Archidioecesis Tarraconensis; ісп. Archidiócesis de Tarragona; кат. Arxidiòcesi de Tarragona) — архідіоцезія римського обряду Католицької церкви в Іспанії, з центром у місті Таррагона. Охоплює терени Каталонії. Входить до складу Таррагонської церковної провінції.  Заснована 465 року. Голова — архієпископ Таррагонський. Центральний храм — Таррагонський собор. Суфраганні діоцезії — Вікська, Жиронська, Леридська, Сольсонська, Тортоська, Урхельська. Площа — 3,146 км². Населення — 549,500 ос.; з них католики — 517,800 ос. (94.2%). Чинний голова — Хайме Пуджоль Пальсельс, архієпископ Таррагонський.

## Таррагонська церковна провінція
- Таррагонська архідіоцезія
- Вікська діоцезія
- Жиронська діоцезія
- Леридська діоцезія
- Сольсонська діоцезія
- Тортоська діоцезія
- Урхельська діоцезія

## Архієпископи
- Хайме Пуджоль Пальсельс

## Статистика
Згідно з «Annuario Pontificio» і Catholic-Hierarchy.org:
| Рік  | Населення | Населення | Населення | Священики | Священики | Священики | Священики           | Диякони | Ченці    | Ченці | Парафії |
| Рік  | католики  | загалом   | %         | загалом   | секулярні | ченці     | вірних на священика | Диякони | чоловіки | жінки | Парафії |
| ---- | --------- | --------- | --------- | --------- | --------- | --------- | ------------------- | ------- | -------- | ----- | ------- |
| 1950 | 215.000   | 215.000   | 100,0     | 283       | 248       | 35        | 759                 |         | 130      | 625   | 151     |
| 1969 | 260.000   | 263.000   | 98,9      | 355       | 285       | 70        | 732                 |         | 60       | 940   | 131     |
| 1980 | 343.000   | 350.000   | 98,0      | 259       | 185       | 74        | 1.324               |         | 196      | 819   | 193     |
| 1990 | 366.000   | 375.000   | 97,6      | 248       | 185       | 63        | 1.475               | 1       | 158      | 788   | 193     |
| 1999 | 368.000   | 381.000   | 96,6      | 197       | 149       | 48        | 1.868               | 3       | 124      | 557   | 198     |
| 2000 | 396.000   | 411.950   | 96,1      | 195       | 148       | 47        | 2.030               | 4       | 120      | 555   | 198     |
| 2001 | 406.000   | 422.909   | 96,0      | 186       | 143       | 43        | 2.183               | 4       | 113      | 525   | 199     |
| 2002 | 409.000   | 427.000   | 95,8      | 183       | 143       | 40        | 2.234               | 5       | 108      | 523   | 199     |
| 2003 | 437.000   | 456.526   | 95,7      | 184       | 144       | 40        | 2.375               | 5       | 104      | 519   | 199     |
| 2004 | 437.000   | 456.526   | 95,7      | 183       | 141       | 42        | 2.387               | 5       | 107      | 512   | 199     |
| 2010 | 517.800   | 549.500   | 94,2      | 174       | 136       | 38        | 2.975               | 5       | 110      | 396   | 200     |
| 2014 | 520.000   | 619.538   | 83,9      | 165       | 131       | 34        | 3.151               | 5       | 95       | 439   | 200     |